# Susenyos I
Susenyos I, död 1632, var kejsare av Etiopien mellan 1607 och 1632.